# Anthogorgia verrilli
Anthogorgia verrilli is een zachte koraalsoort uit de familie Acanthogorgiidae. De koraalsoort komt uit het geslacht Anthogorgia. Anthogorgia verrilli werd in 1906 voor het eerst wetenschappelijk beschreven door Thomson & Henderson. 